# Oxynetra hopfferi
Espèce
Oxynetra hopfferi est une espèce de lépidoptères de la famille des Hesperiidae, de la sous-famille des Pyrginae et de la tribu des Pyrrhopygini.

## Dénomination
Oxynetra hopfferi a été nommé par Otto Staudinger en 1888.
Synonymes : Dis annulatus Mabille, 1889; Oxynetra annulata ; Godman & Salvin, [1893].

### Nom vernaculaire
Oxynetra hopfferi se nomme Hopffer's Firetip en anglais.

## Description
Oxynetra hopfferi est un papillon au corps trapu marron à noir, à l'abdomen cerclé de rouge. 
Les ailes sont de bordées marron à noir brillantes et poudrées de bleu métallisé avec ou pas une bande hyaline qui va à l'aile antérieure du bord costal au bord interne et à l'aile postérieure du bord costal à la moitié de l'aile.

### Chenille
La chenille est marron cerclée de jaune avec des poils fins très clairs.

## Écologie et distribution
Oxynetra hopfferi est présent à Panama. Sa présence dans le sud du Mexique est à confirmer.

### Protection
Pas de statut de protection particulier.